# Заламбдалестесы
Заламбдалестесы (лат. Zalambdalestes) — род ранних плацентарных млекопитающих из семейства Zalambdalestidae, найденный в отложениях кампанского яруса (конец мелового периода) Монголии.

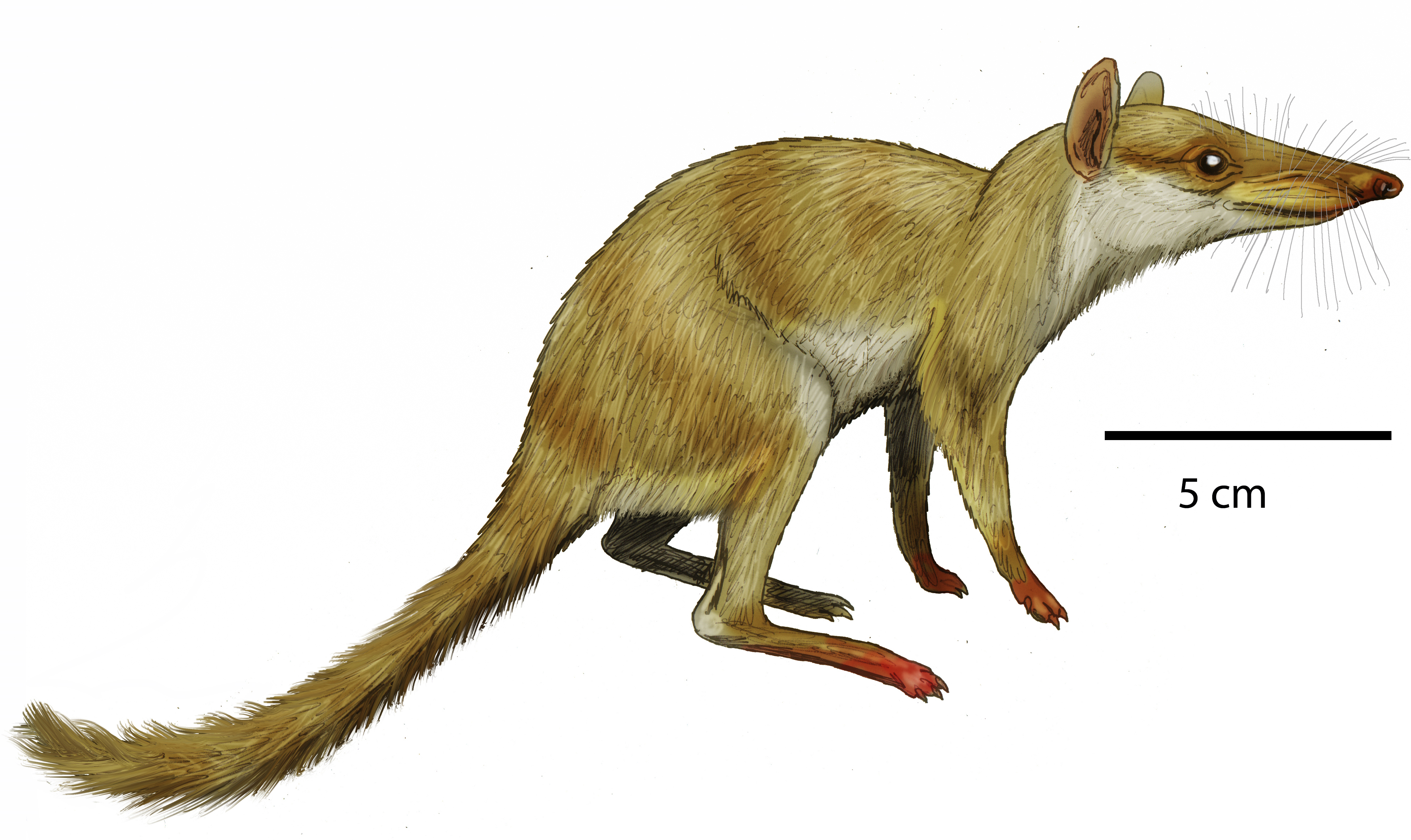
Реконструкция Zalambdalestes lechei

## Описание
Заламбдалестесы — одни из первых известных науке плацентарных. Внешне представляли собой похожее на землеройку существо с длинной мордой, маленьким мозгом и большими глазами. Длина достигала 20 см, причём около 5 см из них приходилось на голову. Основной пищей заламбдалестесов являлись насекомые, на которых они охотились в лесах, используя свои длинные и острые зубы. Также заламбдалестесы обладали сильными лапами, но когти на них не были противопоставлены, что даёт сделать вывод о том, что они не были способны лазать по деревьям.

## Классификация
По данным сайта Paleobiology Database, на май 2020 года в род включают 2 вымерших вида:
- Zalambdalestes grangeri Simpson, 1928
- Zalambdalestes lechei Gregory & Simpson, 1926typus